# 東経120度線
東経120度線（とうけい120どせん）は、本初子午線面から東へ120度の角度を成す経線である。北極点から北極海、アジア、インド洋、オーストラリア、南極海、南極大陸を通過して南極点までを結ぶ。東経120度線は西経60度線と共に大円を形成する。

## 通過する国・地点
東経120度線は、北極点から南極点まで南に向かって以下の場所を通っている。
| 地理座標                                               | 国土・領土・領海 | 備考 |
| ------------------------------------------------------ | ---------------- | --- |
| 北緯90度0分 東経120度0分 / 北緯90.000度 東経120.000度  | 北極海           | |
| 北緯78度22分 東経120度0分 / 北緯78.367度 東経120.000度 | ラプテフ海       | |
| 北緯73度10分 東経120度0分 / 北緯73.167度 東経120.000度 | ロシア           | |
| 北緯51度31分 東経120度0分 / 北緯51.517度 東経120.000度 | 中華人民共和国   | 内モンゴル自治区 - フルンボイル市の少し東 遼寧省（北緯41度42分 東経120度0分 / 北緯41.700度 東経120.000度から）- （河北省）山海関（秦皇島市）の少し東                                                                                                |
| 北緯40度4分 東経120度0分 / 北緯40.067度 東経120.000度  | 渤海             | |
| 北緯37度25分 東経120度0分 / 北緯37.417度 東経120.000度 | 中華人民共和国   | 山東省 - 山東半島 & 青島市の少し西 |
| 北緯35度43分 東経120度0分 / 北緯35.717度 東経120.000度 | 黄海             | |
| 北緯34度26分 東経120度0分 / 北緯34.433度 東経120.000度 | 中華人民共和国   | 江蘇省 浙江省（北緯31度1分 東経120度0分 / 北緯31.017度 東経120.000度から） - 杭州市（北緯30度15分 東経120度10分 / 北緯30.250度 東経120.167度）の西を通過 福建省（北緯27度19分 東経120度0分 / 北緯27.317度 東経120.000度から）の温州市の少し西を通過 |
| 北緯26度36分 東経120度0分 / 北緯26.600度 東経120.000度 | 東シナ海         | |
| 北緯26度14分 東経120度0分 / 北緯26.233度 東経120.000度 | 中華民国         | 北竿島、大坵島 |
| 北緯25度23分 東経120度0分 / 北緯25.383度 東経120.000度 | 南シナ海         | 台湾海峡を通過。 中華民国・台湾島（北緯23度5分 東経120度2分 / 北緯23.083度 東経120.033度）の高雄市の少し西を通過 |
| 北緯16度20分 東経120度0分 / 北緯16.333度 東経120.000度 | フィリピン       | カバルヤン島（英語版）、ルソン島 |
| 北緯15度17分 東経120度0分 / 北緯15.283度 東経120.000度 | 南シナ海         | フィリピン・ルバング島（北緯13度53分 東経120度1分 / 北緯13.883度 東経120.017度）の西を通過 |
| 北緯12度16分 東経120度0分 / 北緯12.267度 東経120.000度 | フィリピン       | ブスアンガ島、クリオン島 |
| 北緯11度41分 東経120度0分 / 北緯11.683度 東経120.000度 | スールー海       | |
| 北緯10度34分 東経120度0分 / 北緯10.567度 東経120.000度 | フィリピン       | ドゥマラン島 |
| 北緯10度33分 東経120度0分 / 北緯10.550度 東経120.000度 | スールー海       | フィリピン・トゥバタハ岩礁（北緯8度55分 東経120度0分 / 北緯8.917度 東経120.000度）を通過 |
| 北緯5度56分 東経120度0分 / 北緯5.933度 東経120.000度   | フィリピン       | ラパラン島 |
| 北緯5度52分 東経120度0分 / 北緯5.867度 東経120.000度   | スールー海       | |
| 北緯5度14分 東経120度0分 / 北緯5.233度 東経120.000度   | フィリピン       | タウイタウイ島、ビラタン島 |
| 北緯4度57分 東経120度0分 / 北緯4.950度 東経120.000度   | セレベス海       | |
| 北緯1度12分 東経120度0分 / 北緯1.200度 東経120.000度   | マカッサル海峡   | |
| 北緯0度29分 東経120度0分 / 北緯0.483度 東経120.000度   | インドネシア     | スラウェシ島 |
| 南緯5度34分 東経120度0分 / 南緯5.567度 東経120.000度   | フローレス海     | |
| 南緯8度27分 東経120度0分 / 南緯8.450度 東経120.000度   | インドネシア     | フローレス島 |
| 南緯8度49分 東経120度0分 / 南緯8.817度 東経120.000度   | スンバ海峡       | |
| 南緯9度22分 東経120度0分 / 南緯9.367度 東経120.000度   | インドネシア     | スンバ島 |
| 南緯10度2分 東経120度0分 / 南緯10.033度 東経120.000度  | インド洋         | |
| 南緯19度56分 東経120度0分 / 南緯19.933度 東経120.000度 | オーストラリア   | 西オーストラリア州 |
| 南緯33度56分 東経120度0分 / 南緯33.933度 東経120.000度 | インド洋         | オーストラリア当局は当海域が南極海の一部である旨を主張している[1][2] |
| 南緯60度0分 東経120度0分 / 南緯60.000度 東経120.000度  | 南極海           | |
| 南緯66度52分 東経120度0分 / 南緯66.867度 東経120.000度 | 南極大陸         | オーストラリア南極領土 - オーストラリアが領有権主張 |

## 標準時
ロシアのイルクーツク時間、モンゴル時間、中国標準時（北京時間）、台湾標準時、フィリピン時間、マレーシア時間、シンガポール時間、オーストラリア西部標準時などが東経120度（UTC+8）に基づいている。以前は日本西部標準時、満洲時間もあった。